# Friendswood, Texas
Friendswood là một thành phố thuộc quận Galveston, tiểu bang Texas, Hoa Kỳ. Năm 2010, dân số của xã này là 35805 người.

## Dân số
- Dân số năm 2000: 29037 người.
- Dân số năm 2010: 35805 người.